# Wół mindorski
Wół mindorski (Bubalus mindorensis) – ssak kopytny z rodziny krętorogich. Jest endemicznym gatunkiem zamieszkującym jedynie wyspę Mindoro na Filipinach. Przypuszcza się jednak, że zwierzę zamieszkiwać może większą wyspę Luzon.  
Jest nieco mniejszy niż azjatycki wół domowy (Bubalus bubalis) i nie można go pomylić z żadnym innym ssakiem filipińskim. Jako jego karłowata, wyspowa wersja czasami jest klasyfikowany jako jego podgatunek. Nie jest to jednak przedstawiciel filipińskiego podgatunku bawołu domowego zwanego Carabao (B. bubalis carabanesis). Odkrycia szczątków bawołów na innych wyspach filipińskich wskazuje, że zwierzę zamieszkiwało cały obszar Filipin w okresie plejstocenu. Z powodu polowań, wyrębów oraz zajmowania nowych obszarów gatunkowi grozi zagłada. Obecnie występuje jedynie na odległych terenach trawiastych. 

## Wygląd
Ciało ciemnoszarawe lub brunatne z białymi pasami odchodzącymi od kąta oka aż do rogów. Sierść dłuższa niż w wypadku bawołu domowego, nogi krótsze i mocniej zbudowane. Nos i wargi czarne, uszy długości około 13,5 cm.

## Wymiary
- Waga: 200-300 kg.
- Wzrost:100-105 cm.
- Długość ciała: 220 cm.
- Długość ogona: 60 cm.